# Lightning Ridge Airport
Lightning Ridge Airport är en flygplats i Australien. Den ligger i kommunen Walgett och delstaten New South Wales, i den sydöstra delen av landet, omkring 580 kilometer nordväst om delstatshuvudstaden Sydney. Lightning Ridge Airport ligger 161 meter över havet.
Trakten runt Lightning Ridge Airport är nära nog obefolkad, med mindre än två invånare per kvadratkilometer.. Närmaste större samhälle är Lightning Ridge, nära Lightning Ridge Airport.
Omgivningarna runt Lightning Ridge Airport är i huvudsak ett öppet busklandskap. Genomsnittlig årsnederbörd är 437 millimeter. Den regnigaste månaden är februari, med i genomsnitt 85 mm nederbörd, och den torraste är oktober, med 4 mm nederbörd.